# Mieć i nie mieć (powieść)
Mieć i nie mieć (ang. To Have and Have Not) – powieść amerykańskiego pisarza Ernesta Hemingwaya napisana w 1937 roku. Jej akcja toczy się na Kubie i Florydzie w okresie kryzysu i prohibicji, jej bohaterem jest Harry Morgan – rybak mieszkający w Key West na Florydzie.

## Fabuła
Autor opisał dzieje rybaka Harry’ego Morgana, który zarabia na życie wynajmując swój kuter turystom, zabierając ich na połowy po wodach Golfsztromu. Harry nieźle zarabia, jest w stanie utrzymać żonę Marię i ich trzy córki, jednak oszustwo jednego z jego klientów zmusza go do sięgnięcia po nielegalne źródła utrzymania. Rybak zaczyna szmuglować wódkę z Kuby. Jeden z kursów kończy się dla niego tragicznie, przy próbie zatrzymania przez straż celną próbuje ucieczki, co kończy się dla niego utratą kutra oraz amputacją ręki. Od tego wydarzenia zdesperowany Harry szuka okazji zarobku. Interes, którego się podejmuje, okazuje się być jego ostatnim.

## Kontekst
Autor opiera trzon powieści na połowach na kutrze, które były jego osobistym doświadczeniem oraz jedną z jego największych pasji. W tle powieści przeplata się zarys społeczeństwa ubogiego Key West, który kontrastuje z bogatymi turystami odwiedzającymi to miejsce. Hemingway pokazuje społeczeństwo dotknięte kryzysem oraz początki ruchu komunistycznego na Kubie.